# Domenico Ponsello
Domenico Ponsello, né à Pieve di Teco dans la province d'Imperia (Ligurie) au début du XVIe siècle, est un architecte et un ingénieur militaire italien du XVIe siècle.

## Biographie
Domenico Ponsello se forme vraisemblablement dans des ateliers d’architectes à Gênes et Turin. Il est avant tout un ingénieur militaire, mais il intervient aussi dans la construction d’édifices civils et religieux. Il est actif principalement dans sa région natale et dans le Piémont.
Ses réalisations les plus importantes se font entre les années 1556 et 1574. À Gênes, dès 1556, il collabore à l’érection de l’église Santa Maria in Carignano. De 1560 à 1563, avec son frère Giovanni, il construit la villa de Vincenzo Imperiale, dite la « Bellezza ». En 1565, à l’ouest de Gênes, il termine la villa Grimaldi (it), dite la « Fortezza ». La même année et pendant plus d’une décennie, de nouveau avec son frère, il bâtit le monumental palais Doria-Tursi, aujourd’hui hôtel de ville génois, et la façade du Palazzo Bianco. Présent dans le Piémont entre 1563 et 1565, sous la direction de Francesco Paciotto, il contribue à la fortification de Coni et à l’édification de la citadelle de Turin. Lors de ses séjours dans le comté de Nice entre 1557 et 1572, il réalise le dessin et la construction du fort du mont Alban, et dirige avec d’autres ingénieurs les chantiers des forteresses de Nice et de Villefranche-sur-Mer. Le 18 février 1559, Domenico Ponsello est anobli par le duc Emmanuel-Philibert de Savoie. Après 1589, les archives ne mentionnent plus son nom.

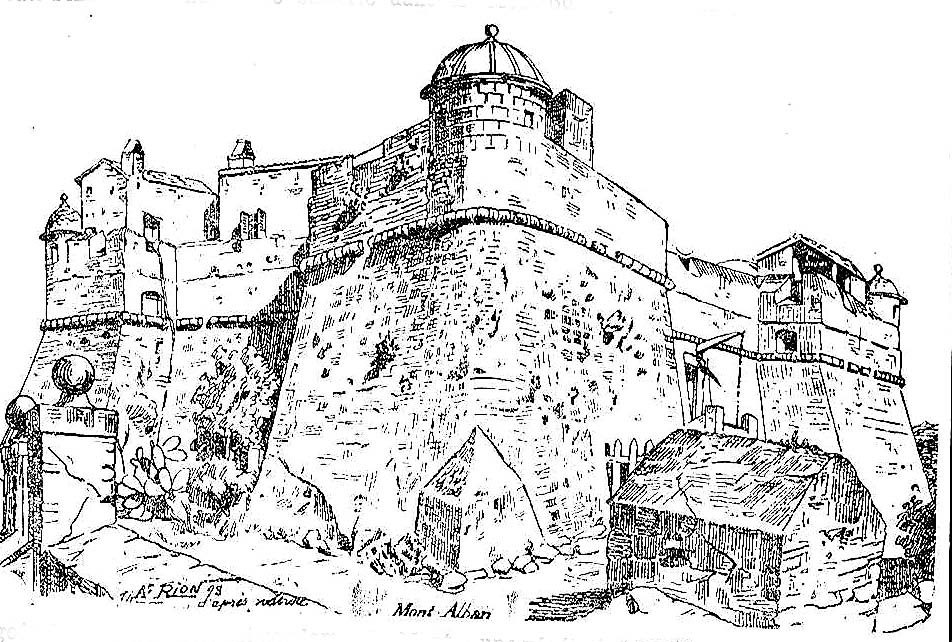
Le fort du mont Alban.
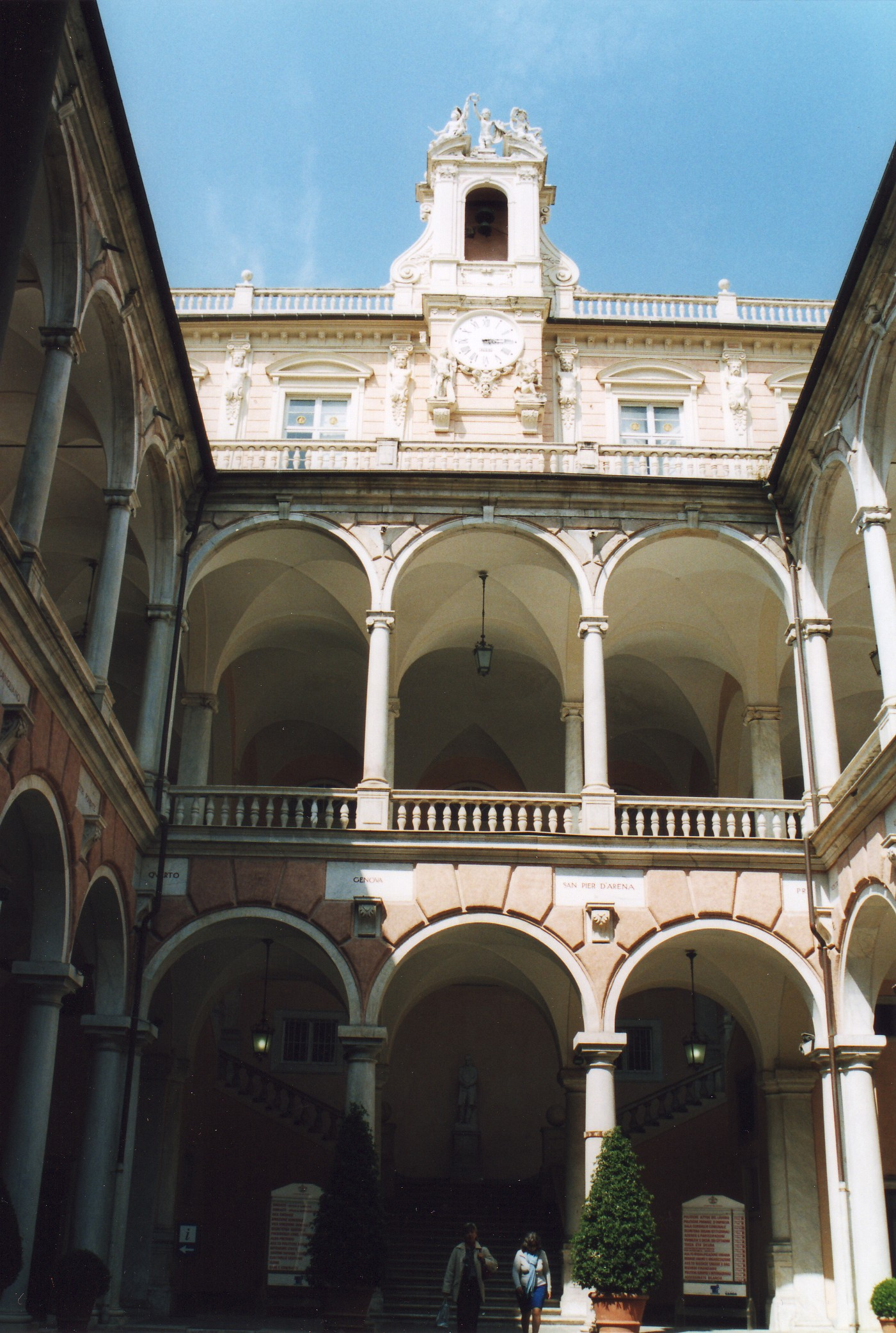
L'intérieur de l'hôtel de ville génois.